# Santa Lucía de Tirajana
Santa Lucía de Tirajana er en by og kommune i det sydvestlige Spanien på øen Gran Canaria i provinsen Las Palmas, De Kanariske Øer. Den har et indbyggertal på 77.098 (2024) indbyggere.